# Saint-Louis-du-Nord
Saint-Louis-du-Nord este o comună din arondismentul Saint-Louis-du-Nord, departamentul Nord-Ouest, Haiti, cu o suprafață de 125,6 km2 și o populație de 105.808 locuitori (2009).